# Храм Дмитрия Донского и его супруги Ефросинии
Церковь святого благоверного князя Димитрия Донского и святой благоверной Ефросинии Московской — действующий храм при колокольне Успенского собора в Тульском кремле. Первый храм в честь святых супругов (московских князей Дмитрия и Ефросинии). Создан взамен разрушенной в советское время церкви Тихона Амафунтского.

## История

### История храма и колокольни до 1930-х годов

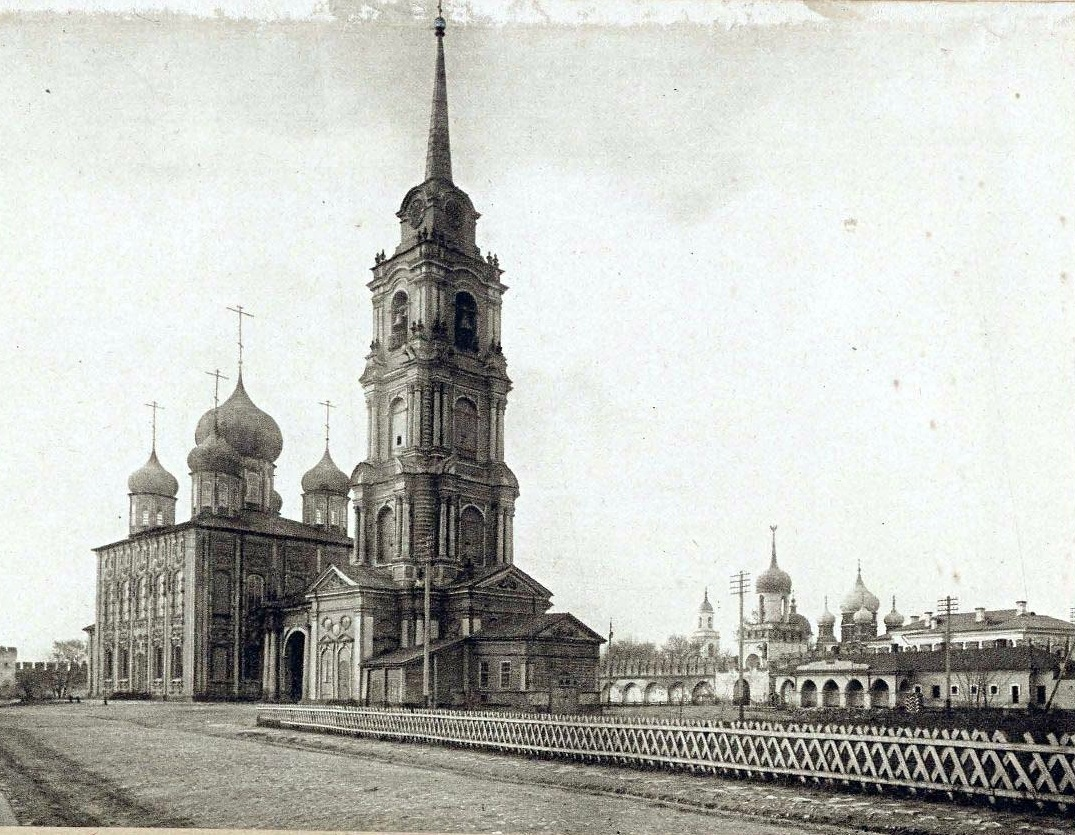
Вид на колокольню и Успенский собор. Начало XX века

Колокольня при Успенском соборе (1766)
Тульского кремля была воздвигнута не позднее 1777 года.
Высота её достигала 70 метров. Колокольня, состоявшая из четырёх ярусов и имевшая 22 колокола, являлась, по сути, архитектурной доминантой дореволюционной Тулы.
Уже в 1778 году на нижнем её ярусе был создан храм Тихона Амафунтского.
После пожара 1936 года, в следующем году, колокольня, вместе с церковью при ней, была снесена.

### Современность
В 2012 году было принято решение о восстановлении колокольни и храма при ней. Работы начались в сентябре того же года. Реконструкция проводилась специалистами ООО «Тулареставрация»
на основе чертежей XVIII века, с применением оригинальной технологии каменной кладки. В июле 2014 года, при помощи специального вертолета, на колокольне установили башенные часы и 17-метровый шпиль, после чего высота сооружения достигла 71 метра. Колокола были размещены на двух верхних ярусах (8 часовых и 14 колоколов звонницы). Все они являются именными (с именами жертвователей) и отлиты по особой технологии «в глине», в городе Тутаеве Ярославской области. Благодаря специальному составу бронзы, колокола не боятся даже самых крепких морозов.
Церемония освящения колокольни была проведена в День города-героя Тулы и Тульской области, 13 сентября 2014 года.
Реконструкция храма при колокольне проводилась по благословению патриарха Кирилла,, на средства, собранные жителями города и области. Чин освящения провели 12 сентября 2015 года митрополит Тульский и Ефремовский Алексий и Епископ Белевский и Алексинский Серафим. В тот же день в храме совершилась первая литургия, в которой приняли участие губернатор области и другие руководители региона.

#### Внутреннее убранство
Храм был расписан в палехском стиле. Авторы работ — художники мастерской Дмитрия Трофимова «Царьград». На иконах и на стенах церкви запечатлены восемь основных сюжетов из жизни Дмитрия Донского: таковы венчание Дмитрия и Ефросиньи, крещение их детей преподобным Сергием Радонежским, строительство каменного кремля в Москве, спасение от литовских захватчиков, основание Стромынского и Угрешского монастырей, благословение преподобным Сергием на Куликовскую битву. В южном рукаве (ответвлении крестообразного помещения) храма изображены святые князь с княгиней; в северном — представители Русской церкви, сыгравшие важную роль в жизни Дмитрия Донского. В западном — местночтимые тульские святые, включая расстрелянных в 1930-е годы и захороненных в Тесницком лесу. Алтарная иконография связана с прославлением Богоматери и решена в светлых тонах (охра, белый, васильковый, позолота), что характерно для стиля XVII века.